# نووموسینو (کاباکوفسکی، شهرستان کارماسکالینسکی، باشقیرستان)
نووموسینو (انگلیسی: Novomusino, Kabakovsky Selsoviet, Karmaskalinsky District, Republic of Bashkortostan) یک شهرک در شهرستان کارماسکالینسکی استان باشقیرستان کشور روسیه است.